# أريك (مجلة شهرية)
مجلة أريك الشهرية (أريك بالعربية وتعني الشمس بالأرمنية) هي مجلة شهرية تصدر في القاهرة، بمصر عن الاتحاد الخيري العام الأرمني (AGBU) باللغة العربية وتغطي الموضوعات الأرمنية وتركز على العلاقات العربية الأرمنية.
صدر العدد الأول من مجلة أريك في نيسان 2010، بعد عام واحد من تعليق نشر مجلة أريف الشهرية في نيسان 2009. وكان رئيس التحرير هو محمد رفعت الإمام.

## طالع أيضًا
- قائمة المجلات في مصر

## روابط خارجية
- أرشيف مجلة أريك الشهرية